# Serinus thibetanus
Serinus thibetanus là một loài chim trong họ Fringillidae.